# Stefano Ticci
Stefano Ticci (* 13. Mai 1962 in Forte dei Marmi, Provinz Lucca) ist ein ehemaliger italienischer Bobsportler.
Ticci nahm im Laufe seiner Karriere an vier Olympischen Winterspielen teil. Bei den Spielen 1984 in Sarajevo wurde er mit Pilot Marco Bellodis Neunter im Zweierbob. Im Vierer wurde die Mannschaft mit Ticci, Guerrino Ghedina, Paolo Scaramuzza und Andrea Meneghin Achter. Die Bob-Weltmeisterschaft 1985 mit Alex Wolf, Oasquale Gesuito und Georg Beikircher beendete er auf dem fünften Platz. Bei den Olympischen Winterspielen 1988 im kanadischen Calgary war Ticci weniger erfolgreich. Den Zweierbobwettbewerb beendete er mit Ivo Ferriani auf dem 19. Platz; den im Vierer zusammen mit der Mannschaft der WM 1985 auf Rang zehn. Seine größten Erfolge gelangen Ticci mit dem Piloten Günther Huber. Bei der Bob-Europameisterschaft 1991 gelang ihnen der Sprung aufs Podest mit dem Gewinn der Bronzemedaille. Ein Jahr später, bei den Olympischen Winterspielen in Albertville wurden Huber und Ticci im Zweierbob Fünfter. Der Viererbob mit Gesuito, Antonio Tartaglia und Paolo Canedi landete auf dem zwölften Rang. Ticcis erfolgreichste Europameisterschaft war 1994 als er mit Huber im Zweierbob die Silbermedaille und im Viererbob mit Huber, Tartaglio und Mirko Ruggiero die Goldmedaille gewann. Später bei den Olympischen Winterspielen in Lillehammer wurde er mit Huber Dritter im Zweierbobwettbewerb. Den neunten Rang erreichte er mit Huber, Tartaglia, Bernhard Mair und Ruggiero im Viererbob.
Des Weiteren wurde Ticci während seiner aktiven Karriere drei Mal italienischer Meister im Zweierbob: 1988 mit Ivo Ferriano sowie 1990 und 1991 mit Roberto D’Amico. In seiner Heimat Provinz Lucca wurde er für seine sportlichen Erfolge ausgezeichnet. Ticci arbeitete später als Polizist.